# Skulesjön
Skulesjön är en sjö i Örnsköldsviks kommun i Ångermanland och ingår i Nätraån-Ångermanälvens kustområde. Sjön är 41 meter djup, har en yta på 4,34 kvadratkilometer och befinner sig 57 meter över havet. Sjön avvattnas av vattendraget Näskeån. Vid provfiske har bland annat abborre, gers, gädda och lake fångats i sjön.

## Delavrinningsområde
Skulesjön ingår i det delavrinningsområde (700760-163330) som SMHI kallar för Utloppet av Skulesjön. Medelhöjden är 103 meter över havet och ytan är 14,93 kvadratkilometer. Räknas de 12 avrinningsområdena uppströms in blir den ackumulerade arean 100,41 kvadratkilometer. Avrinningsområdets utflöde Näskeån mynnar i havet. Avrinningsområdet består mestadels av skog (53 procent). Avrinningsområdet har 4,34 kvadratkilometer vattenytor vilket ger det en sjöprocent på 29 procent.

## Fisk
Vid provfiske har följande fisk fångats i sjön:
- Abborre
- Gärs
- Gädda
- Lake
- Löja
- Mört
- Nors
- Siklöja